# Joseph Berchtold
Joseph Berchtold (Ingolstadt, 6 maart 1897 - Herrsching am Ammersee, 23 augustus 1962) was de eerste „Reichsführer-SS“ en parlementslid voor de NSDAP in de Rijksdag.

## Leven
Berchtold was de zoon van een conservator, Joseph Berchtold (Dorffen, 14 februari 1863 -  München, 29 april 1935) . Hij zat van 1903 tot 1905 op de Volksschule en het Realgymnasium in München. Vanaf het voorjaar 1915 tot eind 1918 nam hij aan de Eerste Wereldoorlog deel en werd aan het westfront ingezet. Hij keerde als Leutnant der Reserve van de oorlog terug. Na een studie nationale economie aan de universiteit van München, ging hij als journalist werken. Vanaf 1923 was Berchtold eigenaar van een kraam in sigaretten- en schrijfwaren in de Müncherstraat.
In februari 1920 werd Berchtold lid van de NSDAP. Vanaf juni 1920 was hij ook lid van de „Arbeitsausschuss der NSDAP“, gelijktijdig nam hij het ambt over van "tweede kassier in de NSDAP" en vanaf 21 januari 1921 als "eerste kassier in de NSDAP". Gelijktijdig met het afzetten van de partijleiding door Adolf Hitler trad Berchtold op 29 juli 1921 uit de NSDAP en sloot zich aan bij de „Freie Nationalsozialistische Vereinigung München“. Op 7 maart 1922 werd Berchtold wederom lid van NSDAP en nam het ambt van "tweede kassier in de NSDAP" weer op zich. Gelijktijdig werd hij ook lid van de Sturmabteilung en nam in 1923 de leiding van verschillende SA-Hundertschaften in München over.
Berchtold werd beschreven als een persoon van klein postuur, maar wel kundig en kon met zijn vuisten afgedwongen krijgen. Dit was waarschijnlijk in augustus 1923 voor Hitler een reden geweest om Berchtold tot leider van de Stoßtrupp Adolf Hitler te benoemen. Het motto van deze troepen was „Macht ist Recht“ ("Macht is recht"), de leden zouden Hitler 'absolute trouw tot in de dood' hebben gezworen. De Stoßtrupp Adolf Hitler gold als opvolger van de „Stabswache“. Uit deze kwam de SS voort. Berchtold was deelnemer aan de Bierkellerputsch op 9 november 1923 en vluchtte na het mislukken van de putsch naar Tirol in Oostenrijk. Op 23 april 1924 werd hij in München veroordeeld wegens zijn deelname aan de putsch. 
In Oostenrijk werd Berchtold in 1924 Gau-geschäftsführer van de NSDAP in Karinthië en was daar leider van de SA. Na het verbod op de NSDAP (februari 1924), werd hij in 1925 opnieuw lid. In april 1926 keerde Berchtold terug naar Duitsland. Op 15 april 1926 nam hij de leiding van de SA in München op zich. Gelijktijdig was hij de opvolger van Julius Schreck als „Oberleiter“ van de SS en werd vanaf 1 november 1926 als Reichsführer-SS aangeduid. Zowel in de SA als SS werd Berchtold in maart 1927 als leider afgelost, hij werd opgevolgd door Erhard Heiden. Van 1928 tot 1945 was hij SA-leider in de Obersten SA-Führung (OSAF) in de SA.
In de daaropvolgende tijd was Berchtold werkzaam als journalist en propagandist. Van 1 januari 1927 tot januari 1933 was hij editor, van januari 1933 tot februari 1933 als Chef van Dienst (beherend editor), vanaf januari 1938 daarbij als plaatsvervangend hoofdredacteur van de Völkischer Beobachter. In 1928 richtte hij het blad de „Der SA-Mann“ op, waar hij als hoofdredacteur tot januari 1938 werkte, deze werd daarna door de Oberste SA-Führung heruitgegeven. Daarnaast was hij auteur van verscheidene andere   nationaalsocialistische publicaties en medewerker bij andere tijdschriften.
Andere ambten in de tijd van het nationaalsocialisme waren van tweederangs betekenis. Vanaf maart 1934 was hij lid van de gemeenteraad in München, daarna van 1 oktober tot het einde van de oorlog raadsman van München. Vanaf 29 maart 1936 was hij lid van de onbelangrijke Rijksdag. Op 15 november 1935 werd hij tot rijkscultuursenator benoemd en vanaf 6 maart 1936 behoorde hij ook tot de „Kulturkreis der SA“. Vanaf 29 april 1940 diende hij kortstondig in de Heer als Hauptmann der Reserve.
Na de oorlog werd Berchtold tijdelijk geïnterneerd in een interneringskamp.

## Carrière
Berchtold bekleedde verschillende rangen in zowel de Sturmabteilung als Schutzstaffel. De volgende tabel laat zien dat de bevorderingen niet synchroon liepen.
| Datums                                   | Beiers leger                 | Sturmabteilung       | Schutzstaffel   | Heer                  | NSDAP                  |
| ---------------------------------------- | ---------------------------- | -------------------- | --------------- | --------------------- | ---------------------- |
| 1 februari 1915                          | Kriegsfreiwilliger           | —                    | —               | —                     | —                      |
| 3 maart 1915                             | Kanonier                     | —                    | —               | —                     | —                      |
| 1 januari 1916                           | Gefreiter                    | —                    | —               | —                     | —                      |
| 11 juni 1916                             | Unteroffizier                | —                    | —               | —                     | —                      |
| 15 oktober 1916                          | Offizier Aspirant            | —                    | —               | —                     | —                      |
| 12 maart 1917                            | Vizewachtmeister der Reserve | —                    | —               | —                     | —                      |
| 10 maart 1918                            | Offizier Aspirant            | —                    | —               | —                     | —                      |
| 22 juni 1918 (Patent vanaf 13 juni 1918) | Leutnant der Reserve         | —                    | —               | —                     | —                      |
| juni 1920                                | —                            | —                    | —               | —                     | 2. Kassierer der NSDAP |
| 21 januari 1921                          | —                            | —                    | —               | —                     | 1. Kassierer der NSDAP |
| 1 april 1926                             | —                            | —                    | Reichsführer-SS | —                     | —                      |
| 18 december 1931                         | —                            | SA-Standartenführer  | —               | —                     | —                      |
| 1 januari 1933                           | —                            | SA-Oberführer        | —               | —                     | —                      |
| 1 januari 1936                           | —                            | SA-Brigadeführer     | —               | —                     | —                      |
| 1 mei 1937                               | —                            | SA-Gruppenführer     | —               | —                     | —                      |
| 29 april 1940                            | —                            | —                    | —               | Hauptmann der Reserve | —                      |
| 30 januari 1942                          | —                            | SA-Obergruppenführer | —               | —                     | —                      |

- opmerking: het is onbekend waarom Berchtold twee keer Offizier Aspirant was, mogelijk de eerste keer gedegradeerd van deze rang.[4]

## Lidmaatschapsnummers
- NSDAP-nr.: 750[8] (lid geworden februari 1920[1][3]), opnieuw lid met nummer: 964[8] (7 april 1926[3])
- SS-nr.: geen, verliet de Schutzstaffel voordat nummers toegekend werden.[8]

## Onderscheidingen
Selectie:
- IJzeren Kruis 1914, 2e Klasse (12 november 1916[3][9][2])
- Erekruis voor Frontstrijders in de Wereldoorlog[9] in 1934[3][2]
- Bloedorde (nr.9)[9] op 9 november 1933[3][2]
- Coburg-insigne in oktober[3] 1922[2]
- Insigne van de Neurenberger Partijdagen in 1929[3][2]
- Ehrenwinkel der Alten Kämpfer (SA)[9] in februari 1934[2]
- Gewondeninsigne 1918 in zilver[3]
- Gouden Ereteken van de NSDAP (nr.750) in 1933[3][2]
- Dienstonderscheiding van de NSDAP in goud[3][9][2]
- Mouwband Stosstrupp Adolf Hitler[3][2]
- Orde van Militaire Verdienste (Beieren)
  - Kruis der Tweede Klasse met Zwaarden op 21 oktober 1917[3][2]
  - Kruis der Vierde Klasse met Zwaarden op 6 december 1918[3][2]

## Publicatie
- (de)  Adolf Hitler über Deutschland. Franz Eher Verlag. 1932.[9]

- Gemeinsame Normdatei: 130453188
- International Standard Name Identifier: 0000 0000 1737 6582
- Nederlandse Thesaurus van Auteursnamen: 075011182
- Virtual International Authority File: 70037953
- WorldCat: E39PBJktkdgB7Bf8gvwD8FWYyd